# Радошиновци
Радошиновци (или рјеђе Радашиновци) су насељено мјесто у Равним Котарима, у сјеверној Далмацији. Припадају граду Бенковцу у Задарској жупанији, Република Хрватска.

## Географија
Налазе се око 18 км југоисточно од Бенковца, у близини Вране и Вранског језера.

## Култура
У Радошиновцима се налази римокатоличка црква Св. Анте.

## Становништво
Према попису из 1991. године, Радошиновци су имали 479 становника, од чега 371 Хрвата, 101 Србина и 7 осталих. Према попису становништва из 2001. године, Радошиновци су имали 266 становника. Радошиновци су према попису становништва из 2011. године имали 238 становника.
| Демографија | Демографија | Демографија |
| Година      | Становника  | Становника  |
| ----------- | ----------- | ----------- |
| 1961.       | 541         |             |
| 1971.       | 508         |             |
| 1981.       | 426         |             |
| 1991.       | 479         |             |
| 2001.       | 266         |             |
| 2011.       |             | 238         |

## Попис 1991.
На попису становништва 1991. године, насељено место Радошиновци је имало 479 становника, следећег националног састава:
| Попис 1991.‍  | Попис 1991.‍  | Попис 1991.‍ | Попис 1991.‍ | Попис 1991.‍ |
| ------------ | ------------ | ----------- | ----------- | ----------- |
|              |              |             |             |             |
| Хрвати       | Хрвати       |             | 371         | 77,45%      |
| Срби         | Срби         |             | 101         | 21,08%      |
| Словенци     | Словенци     |             | 1           | 0,20%       |
| неопредељени | неопредељени |             | 1           | 0,20%       |
| непознато    | непознато    |             | 5           | 1,04%       |
| укупно: 479  |              |             |             |             |

## Презимена
- Богуновић — Православци
- Воларевић — Православци
- Дрча — Православци
- Јокић — Православци
- Кнежевић — Православци[4]
- Корда — Православци
- Пуповац — Православци
- Шкорић — Православци